# Dalcera abrasa
Dalcera abrasa es una polilla de la familia Dalceridae. Se encuentra en Colombia, Venezuela, Guyana, Surinam, Guayana Francesa, Brasil, Perú y Bolivia. El hábitat consta de bosques tropicales húmedos, tropicales húmedos, tropicales secos, tropicales premontanos húmedos, tropicales premontanos húmedos, tropicales montanos inferiores húmedos, subtropicales húmedos, subtropicales inferiores montanos húmedos, cálidos templados húmedos y cálidos templados secos.
La longitud de las alas anteriores es de 15 a 20 mm para los machos y de 20 a 26 mm para las hembras. Las alas anteriores son de color naranja claro sucio con un margen costal amarillo y con marrón grisáceo oscuro en la base. Las alas traseras son de color amarillo anaranjado con una franja blanca. Los adultos están en vuelo todo el año.
Las larvas se alimentan de Erythroxylum, Coffea arabica, Echinochloa polystachia, Eucalyptus robusta y Spondias purpurea.